# Gerendeng
Gerendeng is een bestuurslaag in het regentschap Tangerang van de provincie Banten, Indonesië. Gerendeng telt 9590 inwoners (volkstelling 2010).